# Миколо-Гулак
Миколо-Гула́к — село в Україні, у Казанківській селищній громаді Баштанського району Миколаївської області. Населення становить 772 особи.

## Географія
У селі бере початок балка Яр Терноватий.